# Togo Francès

El Togo Francès en violeta clar (la Togolandia britànica en verd pàl·lid).

El Togo Francès, també anomenat Togo Oriental (en francès: Togo Français) va ser un mandat colonial francès a Àfrica Occidental, que més tard es va convertir en la República de Togo.

## Mandat territorial
El 26 d'agost de 1914 el protectorat alemany de Togo va ser envaït per forces franceses i britàniques i es va rendir després d'una breu resistència. El 27 de desembre de 1916 Togo va ser dividit en dues zones administratives, una francesa al centre i est, i una britànica a l'oest; després de la guerra Alemanya va renunciar a la sobirania pel tractat de Versalles de 28 de juny de 1919, però va restar sota ocupació fins al 20 de juliol de 1922 quan la Societat de Nacions va concedir el mandat de les respectives zones d'ocupació a França i Gran Bretanya. França va exercir el mandat separadament, però Gran Bretanya va incorporar el territori administrativament a la colònia de la Costa d'Or. L'1 de gener de 1935 França va seguir l'exemple i va unir Togo a la seva colònia de Dahomey, però el 1937 va tornar a formar una entitat separada.
El 16 de juny de 1940 l'administració del mandat es va declarar lleial al govern de Vichy, sent declarat territori el juliol del 1942, però el novembre de 1942 va passar a mans de la França Lliure.
Després de la II Guerra Mundial, el 13 de desembre de 1946, el territori sota mandat es va convertir en un territori en fideïcomís de les Nacions Unides, encara administrat per comissionats francesos (el Togoland britànic va restar integrat administrativament a la colònia de Costa d'Or).
Per estatut de 1955, el Togo Francès es va convertir en república autònoma dins de la Unió Francesa, encara que va mantenir el seu estatus de fideïcomís de l'ONU. Una assemblea legislativa triada per sufragi universal tenia considerable poder sobre els assumptes interns, amb un cos executiu electe encapçalat per un primer ministre responsable davant el legislatiu. Aquests canvis van ser incorporats en una constitució aprovada en referèndum el 1956. El 10 de setembre de 1956, Nicolas Grunitzky es va convertir en primer ministre de la República Autònoma de Togo. No obstant això, a causa d'irregularitats en el plebiscit, van ser realitzades unes eleccions generals (sense supervisió) guanyades per Sylvanus Olympio. El 27 d'abril de 1960, en una suau transició, Togo va tallar els seus llaços constitucionals amb França, es va rescabalar de l'estatut de fideïcomís de Nacions Unides, i es va convertir en un país totalment independent amb una constitució provisional amb Olympio com a president.

## Governants

### Comissionats de la zona d'ocupació francesa
- 1916 - 1917 Gaston Léopold Joseph Fourn
- 1917 - 1922 Alfred Louis Woelffel
- 1920 - 1921 Pierre Benjamin Victor Sasias (suplent per primera vegada de Woelffel que estava absent)
- 1922 Pierre Benjamin Victor Sasias (suplent per segona vegada de Woelffel que estava absent)
- 1922 Paul Auguste François Bonnecarrère (interí)

### Comissionats del mandat francès
- 1922 - 1931 Paul Auguste François Bonnecarrère (interí fins a desembre de 1922)
- 1931 - 1933 Robert Paul Marie de Guise
- 1933 - 1934 Léon Charles Adolphe Pêtre (interí)
- 1934 - 1935 Maurice Léon Bourgine

### Administradors Superiors
- 1935 - 1936 Léon Geismar
- 1936 - 1937 Michel Lucien Montagné

### Comissionats del mandat francès
1937 - 1941 Michel Lucien Montagné 
- 1941 Léonce Joseph Delpech (interí de gener a agost de 1941, confirmat l'agost, fins al desembre)
- 1941 - 1942 Jean-François de Saint-Alary
- 1942 - 1943 Pierre Jean André Saliceti
- 1943 - 1944 Albert Mercadier (interí)
- 1944 - 1948 Jean (inicialment interí, confirmat el novembre de 1944)
- 1948 - 1951 Jean Henri Arsène Cédile
- 1951 - 1952 Yves Jean Digo
- 1952 - 1955 Laurent Elysée Péchoux
- 1955 - 1956 Jean Louis Philippe Bérard (inicialment interí fins a l'agost de 1955)

### Alts commissionats
- 1956 - 1957 Jean Louis Philippe Bérard
- 1957 Joseph Édouard Georges Marie Rigal (interí)
- 1957 - 1960 Georges Léon Spénale